# Cyphotilapia
Tribu
Genre
Cyphotilapia est un genre de poissons de la famille des Cichlidae. Toutes sont endémiques du lac Tanganyika.

## Liste des espèces
Selon FishBase (24 janvier 2017) et ITIS (24 janvier 2017) :
- Cyphotilapia frontosa (Boulenger, 1906)
- Cyphotilapia gibberosa Takahashi et Nakaya, 2003